# اوک‌فارست (ایلینوی)
اوک‌فارست، ایلینوی (به انگلیسی: Oak Forest, Illinois) یک شهر در ایالات متحده آمریکا با جمعیت ۲۷٬۹۶۲ نفر است که در ایلی‌نوی واقع شده‌است.